# Piero (filho de Magnes)
Piero, filho de Magnes, na mitologia grega foi um mortal por quem a musa Clio se apaixonou.
Clio havia criticado o romance de Afrodite com o mortal Adônis, e a deusa, por vingança, fez Clio se apaixonar por um mortal, Piero. Desta união nasceu Jacinto, por quem Tâmiris, filho de Filamon, se apaixonou, no primeiro caso de homossexualidade entre mortais da mitologia. Apolo, mais tarde, também se apaixonou por Jacinto, a matou-o acidentalmente.